# 科克沙尔麻蜥
科克沙尔麻蜥（学名：Eremias kokshaaliensis），一种分布于吉尔吉斯斯坦和中华人民共和国新疆地区的爬行动物，隶属于有鳞目蜥蜴科（正蜥科）麻蜥属。其种加词“kokshaaliensis”意为“科克沙尔山（天山南脉）的”。
本种原被认为是密点麻蜥科克沙尔亚种（Eremias multiocellata kokshaaliensis），现提升为独立种。

## 保护
本种于2023年被收录入《有重要生态、科学、社会价值的陆生野生动物名录》。